# Dancy, Eure-et-Loir

Dancy este o comună în departamentul Eure-et-Loir, Franța. În 1 ianuarie 2022 avea o populație de 204 de locuitori.